# شعب لهوب
شعب لهوب أو Doya Lhop ( Dzongkha : ལྷོབ་ ་ཡང་ན་ དྲོ་ཡ) هي قبيلة غير معروفة في جنوب غرب بوتان. يعتقد البوتانيون أنهم السكان الأصليون للبلاد. تم العثور على لووب في الوديان المنخفضة في دوفوكشن جيووج وبالقرب من Phuntsholing في Duars . يشبه لباس اللوبشا لباس الليبشا، لكنه لا يتشابه إلى حد كبير مع ملابس البوتيا في الشمال والتوتو في الغرب.

## التوزيع الجغرافي
ينتشرون في هضبة التبت بشكل كبير[بحاجة لمصدر]

## تتبع النسب
يقوم الدويا بتتبع نسبهم من خلال الأم، ويتزوجون من أبناء عمومتهم من جهة الأم، ويقومون بتحنيط المتوفى الذي يوضع بعد ذلك في وضع الجنين في تابوت دائري فوق الأرض. إنهم يتبعون مزيج من البوذية التبتية المختلطة بالروحانية.

## روابط خارجية
- RAOnline بوتان: ذا لوهوب